# ميثم عادل صاحب
ميثم عادل صاحب الحربي هو لاعب كرة قدم محترف سابق في عدة دول مختلفة ومدرب عراقي محترف حاصل على رخصة التدريب الآسيوية المعتمدة (A) ومحلل وناقد رياضي مَثّٓل بلده العراق بأخلاص وتفاني يمتلك شهادة البكالوريوس في التربية الرياضية من جامعة بغداد (الجادرية) وأكمل دراسته في الخارج بالحصول على ماجستير في علم التدريب الرياضي. ويعتبر شخصية عامة معروفة لظهوره في القنوات الفضائية الرياضية العربية المختلفة.

## نبذة عن حياته
```
من مواليد السبعينات ولد في ناحية الجدول الغربي التابعة لمحافظة 
بابل
 من عائلة عراقية عربية عريقة
[
بحاجة لمصدر
]
 متزوج وأب لطفلين تخرج من كلية التربية الرياضية جامعة بغداد في منطقة الجادرية لعب لأندية مغمورة ثم جاءت له فرصة للعب في نادي عريق وكبير بالعراق وهو 
نادي الشرطة
 ومن خلال تألقه مع نادي الشرطة
[
1
]
 استدعي لتمثيل المنتخب الأولمبي العراقي المشارك في تصفيات دورة الألعاب الأولمبية في 
أتلانت
 بالولايات المتحدة الأمريكية تحت قيادة المدرب العراقي المعروف 
أنور جسام
. ولكن الفريق خسر مع 
السعودية
 بهدف للاشئ وخرج خالي الوفاض من هذه التصفيات الأولمبية مما أدى إلى أن يتخذ رئيس الاتحاد العراقي السابق 
عدي صدام حسين
 بمعاقبة المدرب وبعض اللاعبين.
```

## مسيرته الاحترافية
بعد خروج المنتخب الأولمبي عاد ميثم عادل إلى ناديه الشرطة ليمثله في البطولات المختلفة في العراق وتم استدعائه لتمثيل المنتخب الوطني العراقي في عدة مناسبات. في النهاية الاوضاع في العراق أدت به إلى البحث عن تحسين وضعه المعاشي في بلد محاصر بتلك الفترة من خلال الاحتراف الخارجي وكان يقرأ كثيرا كتب التاريخ ويذكر انه عندما كان صغيرا يشتري بالمصروف القليل الذي يعطيه له والده كتابا بدلا من الألعاب وقد تأثر بالأفكار الليبرالية التي تنادي بالانفتاح الحر والوضوح. مما أدى به أخيرا أن يفكر بعد تخرجه من كلية التربية الرياضية إلى مغادرة العراق والحصول على فرصة للاحتراف بكرة القدم في الدول المجاورة ولهذا استطاع بمساعدة المدرب العراقي وعضو الاتحاد العراقي المركزي لكرة القدم السابق السيد هادي جواد التعاقد مع نادي لبناني سنة 1997 مع مجموعة كبيرة من اللاعبين والمدربين العراقيين الذين غادروا بلدهم للبحث عن لقمة العيش وعندما انتهى الدوري هناك انهالت عليه العروض من فرق المقدمة في لبنان ولكن الإتحاد العراقي لكرة القدم قام بمراسلة الاتحاد اللبناني والطلب منهم بنسبة الاتحاد العراقي من عقد ميثم والذي يبلغ 40 بالمئة من قيمة العقد كما هي قوانين الاحتراف في العراق، رفض ميثم عادل دفع هذه النسبة لانه كان يعلم أن المبلغ سينزل بحساب عدي صدام وليس في حساب الاتحاد العراقي ولهذا غادر لبنان وتوجه سنة 1998 إلى الأردن! ليتعرف من خلال وجوده في فندق الشمس بالعاصمة عمان ببعض وكلاء اللاعبين الذين ساعدوه في إيجاد عقد عمل احترافي كلاعب كرة قدم في دولة الإمارات العربية المتحدة وتحديدا في نادي الإمارات بإمارة رأس الخيمة وساهم مساهمة فعالة بصعود نادي الإمارات إلى مصافي دوري الدرجة الأولى حاليا يسمى دوري المحترفين الإماراتي ودوري الخليج العربي.
نهاية عام 1999 ذهب إلى تايلاند ليحترف هناك ولكنه نظرا لانه لم يتأقلم على الحياة في العاصمة بانكوك تركها وعاد إلى البلد الذي يعشقه الإمارات العربية المتحدة ليجد له بعض وكلاء اللاعبين عقد احتراف في سلطنة عمان سنة 2001 مع نادي صحم العماني ليذهب بعد موسم واحد إلى البحرين ليحترف في نادي البحرين مع اللاعب العراقي القادم من كوريا الجنوبية عباس عبيد ولكنه لم يستمر طويلا مع النادي البحريني بسبب عشقه وحبه لدولة الإمارات العربية المتحدة وحلمه بنهاية حياته الرياضية هناك ليعود إلى المكان الذي يحبه دولة الإمارات العربية المتحدة بنهاية عام 2002 ليحترف مع نادي التعاون ولينهي مشواره الاحترافي بإصابة بالغة في ركبته اليمنى جعلته يترك كرة القدم نهائيا ويتجه إلى التدريب بعد حصوله على دبلوم التدريب من ألمانيا سنة 2004 ويحصل على فرصته التدريبية الأولى في النادي الذي لعب له أولا نادي الإمارات وليستمر معه 7 سنوات متتالية أثناء ذلك حصل على فرصة العمل كمدرس لمادة التربية الرياضية في معهد التكنولوجيا التطبيقية في رأس الخيمة وبعد خمسة سنوات قدم فيها كل خبراته الرياضية لتعليم وتدريس شباب الوطن -ومن أهم إنجازته تنظيمه ماراثوناليوم الوطني سنة 2009 حصل على شهادة تقدير من إدارة المعاهد وقتها والذي شاركت به مدارس أمارة رأس الخيمة المختلفة أضافة إلى المعهد- ترك المعهد لأنه لايحب مهنة التدريس ويرى أن مكانه الحقيقي بالتدريب ليدرب في نادي الجزيرة الحمراء ومن ثم في النادي الأهلي بدبي وبعدها في نادي عجمان ونادي الظفرة.

## ظهوره الأعلامي
ولكونه على ثقافة واسعة أستضافته القنوات التلفزيونية الرياضية لتحليل الشوؤن الرياضية المتعلقة بكرة القدم العالمية والمحلية في قنوات عديدة منها قناة دبي الرياضية وعجمان الفضائية والعراقية الرياضية وإذاعة ابوظبي وله مقالات رياضية في الصحف العراقية والعربية وبعض المواقع المختلفة ولازال مستمرا في هذا النهج الرياضي ويعتقد دائماً انه يستحق أفضل مما هو عليه في مجال كرة القدم.